# Автомат частковий
Автома́т частко́вий — автомат, у якого функція переходів Ψ(a, x) або функція виходів Φ(a, x), або обидві ці функції визначено не для всіх пар значень своїх аргументів a та x. У зв'язку із цим, поняття еквівалентності цілком визначених автоматів і їх станів у випадку часткових автоматів замінюється загальнішим поняттям сумісності, яке базується на збігу індукованих відображень в перетині їх областей визначення.